# Арнедо (комарка)

Арнедо (исп. Comarca de Arnedo) — район (комарка) в Испании, входит в провинцию Риоха в составе автономного сообщества Риоха. Известен также под названием Альто-Сидакос (Alto Cidacos).
Расположен в юго-восточной части Ла-Риохи, в переходной зоне между горами и долиной субрегиона Риоха-Баха. Площадь региона — 47 818 га; простирается от запада Сьерра-де-Йерга до востока от Сьерра-де-Камерос и Де-ла-Хес. Сообщение этого региона осуществляется через автомагистраль LR-115, которая проходит с востока на запад (начинается в Квеле и заканчивается в Энсисо). В последние десятилетия Арнедо играл роль демографического магнита для региона, вызывая массовый исход из близлежащих городов в столицу из-за развитой обувной промышленности.

## Муниципалитеты
Регион состоит из тринадцати административных муниципалитетов, из которых Арнедо считается столицей, поскольку он был историческим центром судебного округа, а также экономическим и социальным центром района.
1. Арнедильо
2. Арнедо
3. Бергаса
4. Бергасильяс-Бахера
5. Корнаго
6. Энсисо
7. Гравалос
8. Эрсе
9. Мунилья
10. Муро-де-Агвас
11. Прехано
12. Кель (Риоха)
13. Санта-Эулалия-Бахера
14. Вильярройя
15. Сарсоса